# Mantel (plagg)

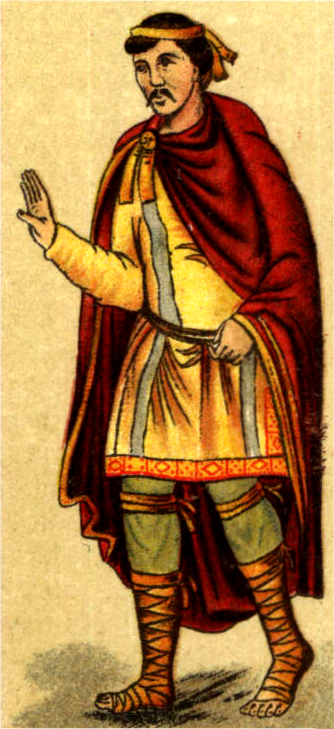
En frankisk ädling med en röd mantel, från Nordisk Familjebok.

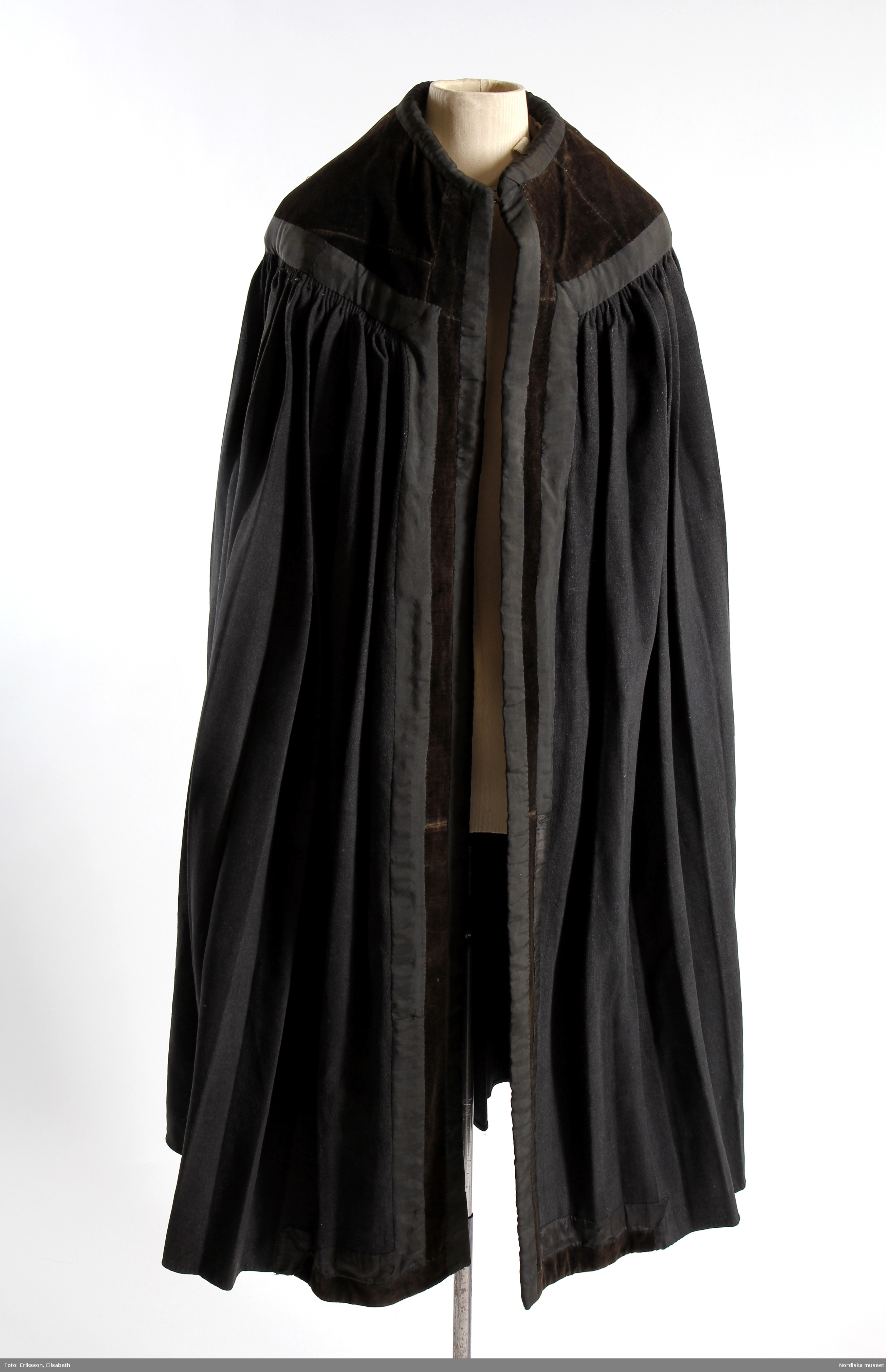
Kappa för kvinna av svart kläde, utan ärmar. Användes som sorgdräkt då kvinnan bar kappan över huvudet hopdragen så att bara ena ögat syntes. Möjligen från 1700-talet.

En mantel är ett enkelt, ärmlöst ytterplagg avsett att täcka större delen av kroppen.
Under forntid och medeltid var manteln ett vanligt ytterplagg för både män och kvinnor. Manteln tillverkades av ett enda stort sömlöst stycke av skinn eller tyg. Material och storlek skilde sig åt på grund av bärarens ekonomi och samhällsposition. Rikare människor bar längre mantlar av päls eller dyrbara tyger medan mindre bemedlades mantlar var av ylle och kortare.
Manteln bars förr till skydd mot väder och kyla, i synnerhet på resor. Manteln är ett så kallat draperat klädesplagg. Ett dräktspänne under halsen eller över högra axeln håller manteln på plats (det senare lämnar svärdsarmen fri).
Slängkappa, kappa och kåpa är närastående termer som ursprungligen betydde en mantel med kapuschong (även huva eller hätta). Hätta används oftast om väldigt korta kappor som nästan bara består av kapuschong (bild). Under delar av medeltiden var en mycket lång hätta kallad struthätta (ty. Gugel) populär. Struthättan kunde svepas runt halsen som en halsduk; man kunde även förvara viss packning i den. Bockstensmannen var klädd i en struthätta. Ännu kortare än hättan var den så kallade chaperongen (franska chaperon).
Manteln blev med tiden allt ovanligare till förmån för olika slags överrockar. En mantel, ofta fodrad med hermelinskinn, användes dock länge som tecken på kunglighet. Numera är slängkappa en slags mantel liksom cape, som är ett ärmlöst damplagg av tyg, som hängs över axlarna.
Ordet "mantel" i denna bemärkelse är belagt i svenska språket sedan slutet av 1200-talet.

## Kungliga och civila mantlar i Sverige
I Sverige gör man åtskillnad mellan de olika kungliga mantlarna. Det finns den kungliga manteln i purpur som bärs av regerande kung och drottning, samt drottning. Dessutom finns den furstliga manteln som bärs av prinsar och prinsessor, och som är färgad blå.
Dessutom fanns i Sverige särskilda mantlar för Riksråden som var i karmosinrött med kanter och bräm av hermelin. Denna mantel kallades oftast för talar.